# Ipé
Ipé est un nom vernaculaire ambigu pour des bois issus d'arbres de la famille des Bignoniaceae. Il peut désigner :
- des arbres du genre Tabebuia
- des arbres du genre Handroanthus